# Архетип (текстология)
Архети́п (от др.-греч. ἀρχέτυπον — «первообраз») — в текстологии наиболее древний (обычно неизвестный) текст документа (письменного памятника), являющийся первоисточником для последующих известных списков и копий данного документа (произведения) либо текст, от которого произошли тексты всех известных списков редакции — архетип редакции, или любой родственной группы списков.

## Особенности
Пауль Маас рассматривал в качестве архетипа «текст, который начинает собой первое разноречие (разъединение) списков».
А. С. Лаппо-Данилевский считал архетип «оригиналом или основным источником, повлиявшим на возникновение остальных производных членов группы, т. е. воспроизведенных с него копий или источников, содержащих заимствования из него и т. п.». По мнению учёного, построение группы родственных текстов состоит прежде всего в установлении того текста, который признается архетипом, оригиналом или основным источником, повлиявшим на производные от него списки или копии либо источники, содержащие заимствования из него. Затем исследуются соотношения зависимых источников между собой и положения, которое каждый из них занимает в группе. Построение завершается в виде схемы, наглядно демонстрирующей изученные соотношения. Решение задачи достигается при помощи приема, называемого критикой составных частей источника. Выясняется, можно ли говорить о подлинности источника как целого или следует высказать суждения подобного рода лишь порознь о каждой из частей, входящих в его состав. Критика составных частей источника даёт возможность установить архетип группы родственных источников, род зависимости между её членами и облегчает построение её схемы.
А. Дэн понимал архетип как «наиболее древнее свидетельство той традиции, в которой авторский текст закреплён в форме, до нас дошедшей. Если имеется несколько форм традиции, — то, очевидно, имеется и несколько архетипов». 
Большая часть текстологических школ ставит целью восстановить ближайшие архетипы произведения, групп списков или редакций, чтобы от этих архетипов восходить к восстановлению общего архетипа произведения и на основе последнего судить об авторском тексте. Несмотря на кажущуюся ясность, практически в работе текстологов понятие архетипа оказывается очень сложным. Дэн отмечал: «В филологии нет понятия более существенного, чем понятие архетипа, и нет, пожалуй, понятия более запутанного». В частности, не всегда ясна граница между понятиями архетипа и протографа.

## Архетип и протограф
Протограф близок по тексту к списку, архетип может отстоять от своих списков далеко по тексту. Архетип намечается в точке схождения восходящих линий родства, в то время как к протографу список восходит обычно по прямой. В некоторых случаях архетип и протограф могут совпадать. Практически понятия архетипа и протографа в работе текстологов часто смешиваются.

## Архетип, редакторский текст и автограф
Архетип редакции не всегда совпадает со списком составителя редакции — редакторским текстом, а архетип произведения не всегда совпадает с авторским текстом произведения — автографом. Такое несовпадение может быть в случае, если все известные списки произведения (редакции) происходят не от первоначального текста, а от одного из его списков (или списка, производного от первоначального текста через несколько промежуточных списков), например, в ситуации, когда в некоторый момент истории текста все прочие списки, кроме одного, были уничтожены. В этом случае текстологом будет восстановлен не авторский (редакторский) текст, а архетип известных списков — текст списка, от которого произошли все остальные имеющиеся списки.

## Вопрос о существовании архетипа
Лаппо-Данилевский отмечал, что, если списки содержат мало следов архетипа, его восстановление не осуществимо, но не сомневался в том, что архетип всегда существует. Списки учёный считал лишь «копиями», идущими от одного оригинала, а все изменения текста в этих «копиях» — лишь «ошибками». Группировка «копий» велась им по системе подсчёта «общих» для нескольких «копий» «ошибок», а восстановление архетипа — по системе «очищения» текста от «ошибок» и поправок.
 Д. С. Лихачёв, напротив, отрицал обязательное существование архетипа в случаях, если текст произведения имел сложную историю. Текст может представлять собой компиляцию двух или нескольких текстов редакций, испытать на себе воздействие других памятников и т. д., и говорить об общем архетипе в данном случае невозможно, в то время как существование одного или нескольких протографов не вызывает сомнений, если только это не автограф (текст самого автора).
Средневековая традиция греческого классического произведения, как правило, возводилась текстологами к архетипу — в основном византийского или александрийского происхождения. Однако массовые находки папирусных текстов классических произведений опровергли эти представления. Дж. Паскуали скептически относится к теории архетипов вообще.

## Древняя и средневековая литература
Вероятность сохранения одного или нескольких из многочисленных списков произведения значительно выше вероятности сохранения первоначального текста. Произведения древней литературы сохранились исключительно в списках. Почти каждое произведение средневековой литературы имело сложную историю текста и целый ряд авторов, причём часто древнейший из дошедших до нас списков был создан несколькими столетиями позже времени написания произведения. Большинство средневековых произведений известно в списках. Следовательно, реконструкция протографов и архетипов этих произведений является одной из основных задач текстологии.